# 007: Quantum of Solace
Quantum of Solace — шутер від першої особи (шутер від третьої особи для PlayStation 2) заснований на фільмах Казино Рояль і Квант милосердя. Гра вийшла на наступних платформах: PlayStation 2, PlayStation 3, Xbox 360, PC, Wii та Nintendo DS 31 жовтня 2008 року в Європі і 4 листопада 2008 року в Північній Америці. Реліз гри збігся з виходом однойменного фільму.

## Ігровий процес
Гра має два варіанти проходження: «стелс» і «звичайне проходження». В режимі стелс гравець повинен уникати прямих зустрічей з ворогами і непомітно пробиратися до фіналу рівня. Звичайне проходження є шутером від першої, та іноді, від третьої особи. Протягом гри також зустрічаються міні-ігри, в яких необхідно вчасно натискати потрібні кнопки або наводити на спеціальну ціль.
Гра містить багато зброї з фільмів. В стелс-місіях, де треба бути непоміченим, до будь-якого зброї, в тому числі до деяких дробовиків, можна прикрутити глушник. У грі представлені деякі персонажі та завдання з фільмів. Сюжет повторює події фільмів, інколи в дещо зміненому вигляді, даючи побачити знайомі події по-іншому.